# John M. Kelly
John Maurice Kelly (31 août 1931 - 24 janvier 1991) est un homme politique irlandais du Fine Gael qui est ministre du Commerce et du Tourisme de 1981 à 1982, ministre des Affaires étrangères par intérim de juin 1981 à octobre 1981, procureur général de mai 1977 à juillet 1977 et whip en chef du gouvernement de 1973 à 1977. Il est Teachta Dála (TD) pour Dublin South-Central de 1973 à 1977 et pour Dublin South de 1977 à 1989. Il est sénateur du Panel culturel et éducatif de 1969 à 1973.

## Éducation
Kelly fait ses études primaires et secondaires au St Conleth's College de Dublin 4 et à la Glenstal Abbey School dans le comté de Limerick.
Il fréquente l'University College de Dublin entre 1949 et 1954 et effectue des études de troisième cycle à l'Université de Heidelberg, en Allemagne, de 1954 à 1956. Sa thèse est publiée en 1957 sous le titre « Princeps Iudex ».

## Carrière académique
Au début des années 1960, Kelly occupe un poste de professeur au Trinity College d'Oxford.
Il est un universitaire reconnu, ayant été pendant de nombreuses années professeur de droit constitutionnel, de droit romain et de jurisprudence à l'University College de Dublin. Il est l'auteur de l'ouvrage standard sur la Constitution de l'Irlande ; bien que publiées après la mort de Kelly, la troisième édition et les suivantes de cet ouvrage portent toujours son nom en l'honneur du livre original. Il joue un rôle déterminant dans la renaissance de la revue juridique irlandaise The Irish Jurist dans les années 1960.

## Carrière politique
Il se présente pour la première fois aux élections générales de 1969 en tant que candidat du Fine Gael dans la circonscription centre-sud de Dublin. Il n'est pas élu au Dáil Éireann à cette occasion, mais est ensuite élu au Seanad Éireann en tant que sénateur du panel culturel et éducatif. Il est élu à Dublin South-Central lors de sa deuxième tentative aux élections générales de 1973 en tant que député Fine Gael. Il est élu pour le comté de Dublin Sud en 1977 et pour la circonscription de Dublin Sud de 1981 jusqu'à sa retraite de la politique aux élections générales de 1989.
Il sert dans le gouvernement de Liam Cosgrave (1973-1977) en tant que secrétaire parlementaire du Taoiseach, avec la responsabilité de whip en chef du gouvernement et de secrétaire parlementaire du ministre de la Défense. En mai 1977, il est nommé procureur général d'Irlande, succédant à Declan Costello lors de la nomination de ce dernier à la Haute Cour.
Il sert dans le premier cabinet de Garret FitzGerald de 1981 à 1982 en tant que ministre du Commerce et du Tourisme. Kelly est également nommé ministre des Affaires étrangères par intérim, en attendant la nomination de James Dooge, qui devait être nommé au Seanad, et ministre en octobre 1981.
Kelly refuse d'être nommé au deuxième gouvernement de FitzGerald (1982-1987). Il estime que la politique irlandaise devrait s'aligner davantage sur les lignes idéologiques européennes, et il encourage un alignement plus étroit avec le Fianna Fáil et la fin de la coalition avec le Parti travailliste. Il ne se représente pas lors des élections générales de 1989.

## Vie privée
Nick, le fils de Kelly, est le chanteur et auteur-compositeur du groupe de rock irlandais The Fat Lady Sings.
Kelly est décédé le 24 janvier 1991, à l'âge de 59 ans, des suites d'une crise cardiaque.

## Publications
Fiction:
- Matters of Honour [comme John Boyle ] (Londres, New Authors Limited, 1964)
- The Polling of the Dead (Moytura Press, 1993) (ISBN 1-871305-18-7)

Non-fiction :
- Fundamental rights in the Irish law and Constitution(2e éd., Oceana Publications, 1968) (ISBN 0-379-00075-X)
- Studies in the civil judicature of the Roman Republic (Oxford, Clarendon Press, 1976) (ISBN 0-19-825337-0)
- The Irish Constitution (1ère éd., 1980)
- Belling the cats: Selected speeches and articles of John Kelly (Dublin, Moytura Press, 1992) (ISBN 1-871305-08-X)
- A Short History of Western Legal Theory (Oxford University Press, 1992) (ISBN 0-19-876244-5)